# Violette lactée
Viola lactea
Espèce
Classification phylogénétique
La violette lactée (Viola lactea) est une espèce de plantes à fleurs de la famille des Violacées.

## Description
C'est une plante herbacée vivace n'ayant pas de rosette de feuilles à la base de la plante. Les feuilles, vert foncé, sont lancéolées et souvent teintées de pourpre. La base du limbe est cunéiforme, en forme de coin. Les fleurs sont bleu pâle avec un éperon jaune verdâtre. L'éperon est plus grand que les appendices du calice. Le pétale inférieur a un apex étroitement obtus à subaigu. Le fruit est une capsule glabre.

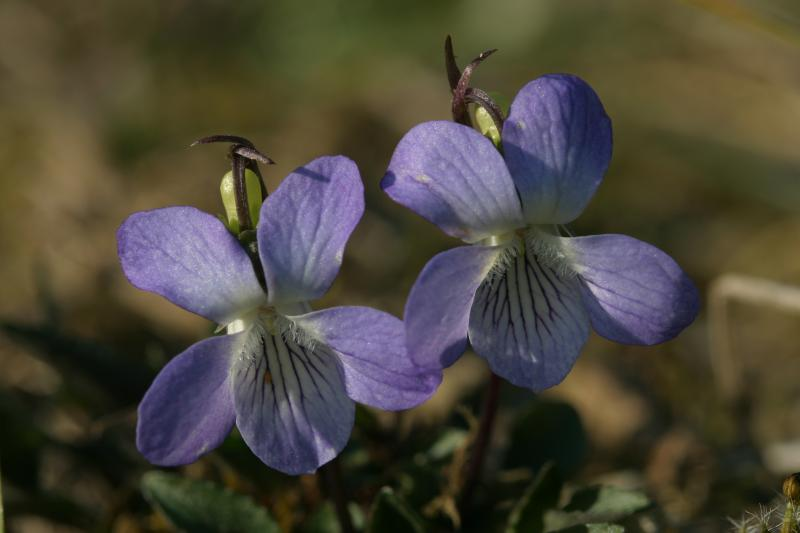
Viola lactea.
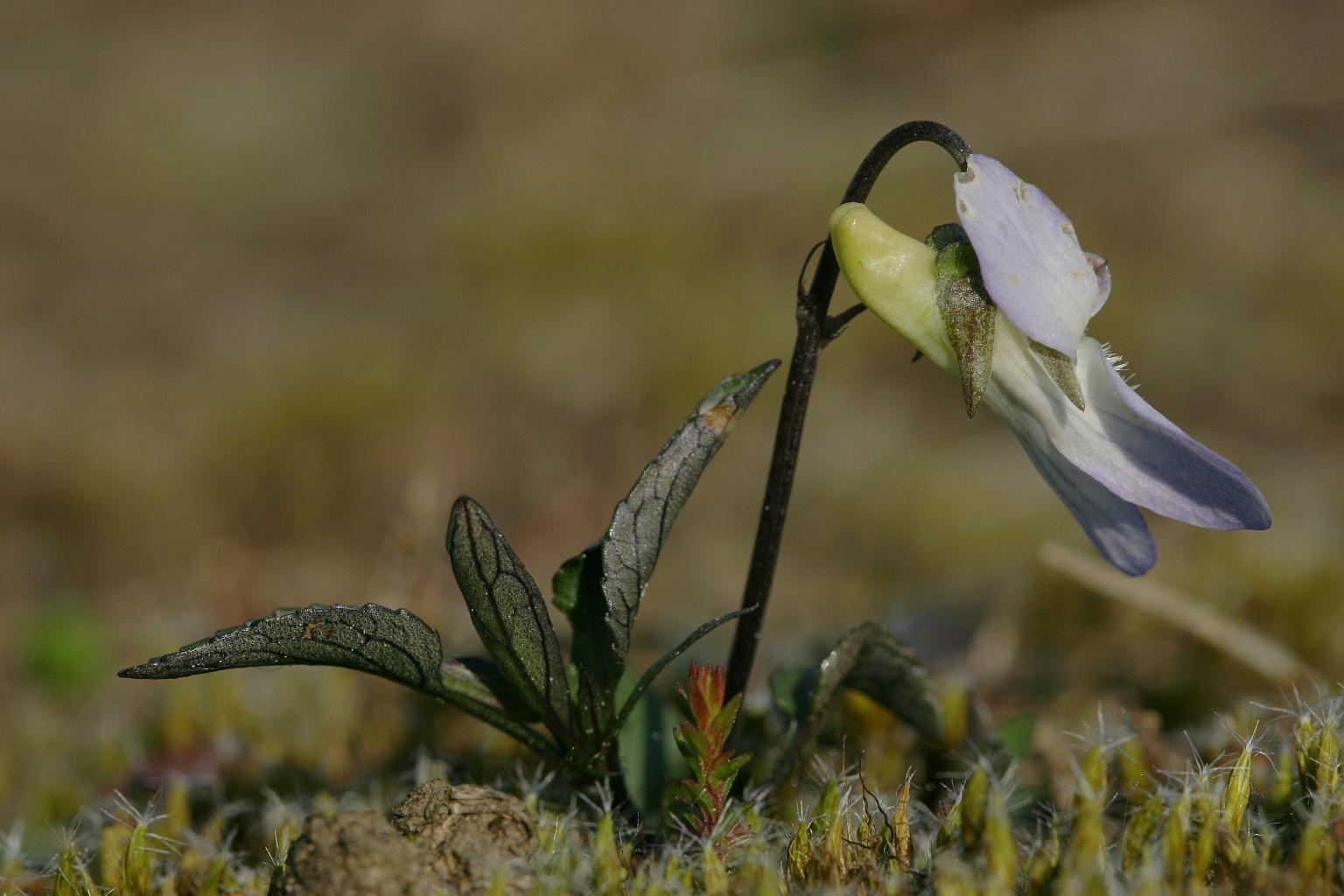
Viola lactea.

## Caractéristiques
Organes reproducteurs :
- Type d'inflorescence : fleur solitaire latérale
- Répartition des sexes :  hermaphrodite
- Type de pollinisation :  entomogame
- Période de floraison :

Graine:
- Type de fruit:  capsule
- Mode de dissémination : myrmécochore

## Habitat et répartition
- Habitat type : ourlets externes acidophiles médioeuropéens, atlantiques, planitiaires-collinéens
- Aire de répartition: atlantique

Données d'après: Julve, Ph., 1998 ff. - Baseflor. Index botanique, écologique et chorologique de la flore de France. Version : 23 avril 2004. 
C'est une plante que l'on peut rencontrer en France dans les landes sèches acides du littoral.

## Statut de protection
En France, l'espèce figure sur la liste des plantes protégées de Basse-Normandie.